# Une étrange entreprise
Une étrange entreprise est un roman de Jean Anglade publié en 2005.

## Résumé
A Thiers (63), Crocus, les cheveux jaunes, est né en 1940 d'Ahmed, kabyle démobilisé en 1920, et de Joséphie. Ahmed travaille dans une fabrique de couverts et y rencontre Joséphie. Ils ouvrent un magasin de fruits. En 1959, Crocus se fait exempter grâce à sa trépanation. Il travaille pour son père puis devient clown dans un cirque mais arrête en 1968 et se produit à Thiers. En 1974, il épouse Alexine qui joue avec lui et lui donne Violette en 1980.

## Éditions imprimées
- Jean Anglade, Une étrange entreprise, Paris, Presses de la Cité, coll. « Terres de France », 4 mai 2005, 346 p. (ISBN 978-2-258-06553-6, BNF 39980181)
- Jean Anglade, Une étrange entreprise, Paris, Pocket, coll. « Pocket » (no 12992), 2007, 327 p. (ISBN 978-2-266-16309-5, BNF 41194000)

## Livre audio
- Jean Anglade (auteur) et Christophe Caysac (narrateur), Une étrange entreprise, La Roque-sur-Pernes, Éditions VDB, 1er septembre 2005 (ISBN 978-2-84694-329-1, BNF 40228467)Support : 7 disques compacts audio ; durée : 8 h 15 min environ ; accompagnement musical de Thierry Duhamel ; référence éditeur : VDB VDB098.